# Capitoli di Re:Zero - Starting Life in Another World
Questa è la lista dei capitoli dei manga di Re:Zero - Starting Life in Another World, tratti dall'omonima serie di light novel scritta da Tappei Nagatsuki e illustrata da Shin'ichirō Ōtsuka, edita in Giappone da Media Factory.

## Serie principale
I seguenti manga trattano la storia principale.

### Un giorno nella capitale

Copertina del primo volume dell'edizione italiana, raffigurante Felt, Subaru ed Emilia

Un adattamento manga di Daichi Matsuse, intitolato Re:Zero - Starting Life in Another World - Un giorno nella capitale (Re：ゼロから始める異世界生活 第一章 王都の一日編?, Re: zero kara hajimeru isekai seikatsu - Daiisshō: ōto no ichinichi-hen, lett. "Re: vita da capo in un mondo parallelo - Capitolo uno: un giorno nella capitale"), è stato serializzato sulla rivista Monthly Comic Alive di Media Factory dal 27 giugno 2014 al 27 febbraio 2015. I capitoli sono stati raccolti in due volumi tankōbon, pubblicati rispettivamente il 23 ottobre 2014 e il 23 marzo 2015. In Italia la serie è stata annunciata al Cartoomics 2017 da J-Pop e pubblicata il 12 luglio 2017.
| 1 | 23 ottobre 2014 | ISBN 978-4-04-066875-8                                                      | 12 luglio 2017 | ISBN 978-88-3275-034-8 |
| 1 | Capitoli - 1. E Dio disse: "Non montarti la testa!" (調子に乗るな、と神は言った?, Chōshi ni noruna, to Kami ha itta) - 2. Riconoscenza per un dolce riposo (膝枕の恩返し?, Hizamakura no ongaeshi) - 3. La fine dell'inizio (始まりの終わり?, Hajimari no owari) - 4. Gusto amaro di liquore (苦い酒の味?, Nigai sake no aji) - 5. Troppo tardi per opporre resistenza (遅すぎる抗い?, Oso sugiru aragai) |                                                                             |                |                        |
| 2 | 23 marzo 2015 (ed. regolare & speciale) | ISBN 978-4-04-067280-9 (ed. regolare) ISBN 978-4-04-067235-9 (ed. speciale) | 12 luglio 2017 | ISBN 978-88-3275-035-5 |
| 2 | Capitoli - 6. La fine e l'inizio (終わりと始まり?, Owari to hajimari) - 7. A proposito del Santo della Spada... (その男、剣聖につき?, Sono otoko, kensei ni tsuki) - 8. Trattative nei bassifondi (貧民街の交渉?, Hinmin-gai no kōshō) - 9. Scontro nel magazzino delle merci rubate (盗品蔵の攻防?, Touhingura no kōbō) - 10. La potenza del Santo della Spada (剣聖の威力?, Kensei no iryoku) - 11. Ricominciare da zero in un altro mondo (ゼロから始める異世界生活?, Zero kara hajimeru isekai seikatsu) |                                                                             |                |                        |

### Una settimana alla magione

Copertina del primo volume dell'edizione italiana, raffigurante Ram e Rem

Un manga di Makoto Fūgetsu, dal titolo Re:Zero - Starting Life in Another World - Una settimana alla magione (Re：ゼロから始める異世界生活 第二章 屋敷の一週間編?, Re: zero kara hajimeru isekai seikatsu - Dainishō: yashiki no isshūkan-hen, lett. "Re: vita da capo in un mondo parallelo - Capitolo due: una settimana alla magione"), è stato serializzato sul Big Gangan di Square Enix tra il 25 ottobre 2014 e il 25 ottobre 2017. Cinque volumi tankōbon sono stati pubblicati tra il 23 marzo 2015 e il 25 dicembre 2017. In Italia è stata pubblicata da J-Pop il 28 febbraio 2018.
| 1 | 23 marzo 2015 | ISBN 978-4-7575-4591-5 | 28 febbraio 2018 | ISBN 978-88-3275-128-4 |
| 1 | Capitoli - 0. Sono stato evocato in un mondo parallelo! (いわゆるひとつの異世界召喚もの?, Iwayuru hitotsu no isekai shōkan mono) - 1. Il futuro ha ripreso a scorrere (続きの明日?, Tsuzuki no asu) - 2. Un debito che non può essere ripagato (返せない恩義?, Kaesenai ongi) - 3. Ricominciare a lavorare da zero (ゼロから始める勤労生活?, Zero kara hajimeru kinrō seikatsu) - 4. Il mattino della promessa si allontana (約束した朝は遠く?, Yakusoku shita asa ha tōku) - Short story inedita. La magnifica vita da domestico di Subaru Natsuki (ナツキ・スバルの華麗なる家令生活?, Natsuki Subaru no kareinaru karei seikatsu)                             |                        |                  |                        |
| 2 | 22 dicembre 2015 | ISBN 978-4-7575-4747-6 | 28 febbraio 2018 | ISBN 978-88-3275-129-1 |
| 2 | Capitoli - 5. Quattro giorni scomparsi (失われた四日間?, Ushinawareta yokkakan) - 6. La settimana comincia per la seconda volta (二度目の一週間?, Nidome no isshūkan) - 7. Rumore di catene (鎖の音?, Kusari no oto) - 8. Nascondino demoniaco all'ora del crepuscolo (逢魔時の鬼ごっこ?, Ōmagatoki no onigokko) - 9. Mani (手?, Te) - Short story inedita. Girls Party nella magione di Roswaal (Edizione stanza da bagno) (ロズワール邸女子会 (お風呂場編)?, Rozuwāru tei joshikai (ofuro Ba-hen)) |                        |                  |                        |
| 3 | 22 giugno 2016 | ISBN 978-4-7575-5025-4 | 28 febbraio 2018 | ISBN 978-88-3275-130-7 |
| 3 | Capitoli - 10. Il mattino tanto atteso (待ち望んだ朝?, Machinozonda asa) - 11. Un incubo felice (幸せな悪夢?, Shiawasena akumu) - 12. Subaru Natsuki: Restart! (ナツキ・スバルのリスタート?, Natsuki Subaru no Risutāto) - 13. Dopo tante lacrime, ho smesso di piangere (泣いて泣き喚いて泣き止んだから?, Naite nakiwameite nakiyanda kara) - 14. La terza volta al villaggio di Earlham (三度目のア―ラム村?, Mitabime no Āramu-mura) - 15. Il significato del coraggio (勇気の意味?, Yūki no imi) - Short story inedita. Girls Party nella magione di Roswaal - Edizione costumeria (ロズワール邸女子会 (衣裳部屋編)?, Rozuwāru tei joshikai (Ishō heya-hen)) |                        |                  |                        |
| 4 | 22 marzo 2017 | ISBN 978-4-7575-5256-2 | 28 febbraio 2018 | ISBN 978-88-3275-131-4 |
| 4 | Capitoli - 16. Le magibestie (魔獣?, Majū) - 17. Possessione demoniaca! 1 (鬼がかったやり方 1?, Onigakatta yarikata 1) - 18. Possessione demoniaca! 2 (鬼がかったやり方 2?, Onigakatta yarikata 2) - 19. Rem (レム?, Remu) - 20. Parliamo del futuro (未来の話?, Mirai no hanashi) - Capitolo speciale 1. Girls Party nella magione di Roswaal - Edizione stanza da bagno (ロズワール邸女子会 (お風呂場編)?, Rozuwāru tei joshikai (ofuro Ba-hen)) - Capitolo speciale 2. Il primo disastro della maionese (第一次マヨネーズ騒動?, Daiichiji Mayonēzu sōdō) |                        |                  |                        |
| 5 | 25 dicembre 2017 | ISBN 978-4-7575-5567-9 | 28 febbraio 2018 | ISBN 978-88-3275-331-8 |
| 5 | Capitoli - Extra 1. Il mondo visto con gli occhi di Petra (――ペトラの見た世界?, Petora no mita sekai) - Extra 2. Un giorno di ordinaria felicità per Rem (レムの極々平凡で幸せな一日?, Remu no gokugoku heibon de shiawase na ichinichi) - Extra 3. My fair bad lady (マイ・フェア・バッドレディ?, Mai Fea Baddo Reddi) - Extra 4. Il finto mago di corte 1 (偽りの宮廷魔導師 前編?, Itsuwari no kyūtei madōshi zenpen) - Extra 5. Il finto mago di corte 2 (偽りの宮廷魔導師 後編?, Itsuwari no kyūtei madōshi kōhen) |                        |                  |                        |

### Truth of Zero

Copertina del primo volume dell'edizione italiana, raffigurante Subaru ed Emilia

Un altro adattamento manga di Daichi Matsuse, intitolato Re:Zero - Starting Life in Another World - Truth of Zero (Re：ゼロから始める異世界生活 第三章 Truth of Zero?, Re: zero kara hajimeru isekai seikatsu - Daisanshō: Truth of Zero, lett. "Re: vita da capo in un mondo parallelo - Capitolo tre: Truth of Zero"), è stato serialzizato sempre su Monthly Comic Alive dal 27 maggio 2015 al 21 febbraio 2020. Il primo volume tankōbon è stato pubblicato il 22 dicembre 2015, seguito da altri dieci entro il 21 febbraio 2020. In Italia è stata pubblicata da J-Pop dal 18 luglio 2018 al 23 settembre 2020.
| 1  | 22 dicembre 2015 | ISBN 978-4-04-067828-3 | 18 luglio 2018    | ISBN 978-88-3275-410-0 |
| 1  | Capitoli - 1. Una tranquilla mattinata (穏やかな早朝?, Odayakana sōchō) - 2. La fanciulla color arancio (橙色の少女?, Daidaiiro no shōjo) - 3. Conterranei (同郷?, Dōkyō) - 4. L'inizio della selezione reale (王選の始まり?, Ōsen no hajimari) - 5. Dichiarazioni di intenti (所信表明?, Shoshin hyōmei) |                        |                   |                        |
| 2  | 23 marzo 2016 | ISBN 978-4-04-068220-4 | 19 settembre 2018 | ISBN 978-88-3275-551-0 |
| 2  | Capitoli - 6. La richiesta della strega dai capelli d'argento (銀色の魔女の願い?, Giniro no majo no negai) - 7. Subaru Natsuki si autoproclama cavaliere (自称騎士ナツキ・スバル?, Jishō kishi Natsuki Subaru) - 8. Cavaliere contro presunto cavaliere (自称騎士と騎士?, Jishō kishi to kishi) - 9. Solo (ひとり?, Hitori) - 10. Animo in decomposizione (腐敗する精神?, Fuhai suru seishin) |                        |                   |                        |
| 3  | 23 luglio 2016 | ISBN 978-4-04-068279-2 | 14 novembre 2018  | ISBN 978-88-3275-621-0 |
| 3  | Capitoli - 11. Punto di svolta (動き出す事態?, Ugokidasu jitai) - 12. Un male chiamato disperazione (絶望という病?, Zetsubō toiu yamai) - 13. Il volto della follia (狂気の外側?, Kyōki no sotogawa) - 14. Accidia (怠惰?, Taida) |                        |                   |                        |
| 4  | 23 dicembre 2016 | ISBN 978-4-04-068815-2 | 16 gennaio 2019   | ISBN 978-88-3275-732-3 |
| 4  | Capitoli - 15. Ritorno alla realtà (現実への回帰?, Genjitsu he ni kaiki) - 16. Trattative immature (幼い交渉?, Osanai kōshō) - 17. Incontri (遭遇?, Sōgū) - 18. Il limite estremo della vergogna (醜態の果てに?, Shūtai no hate ni) |                        |                   |                        |
| 5  | 23 marzo 2017 | ISBN 978-4-04-069166-4 | 13 marzo 2019     | ISBN 978-88-3275-762-0 |
| 5  | Capitoli - 19. Parole che non mi permettono di dire (言葉にはさせない?, Kotoba ni ha sasenai) - 20. La bestia della fine (終焉の獣?, Shūen no kemono) - 21. Supplica (懇願?, Kongan) - 22. Da zero (ゼロから?, Zero kara) |                        |                   |                        |
| 6  | 23 agosto 2017 | ISBN 978-4-04-069372-9 | 15 maggio 2019    | ISBN 978-88-3275-822-1 |
| 6  | Capitoli - 23. Carte da distribuire (配られたカード?, Kubarareta Kādo) - 24. Preludio (前哨?, Zenshō) - 25. Inizia lo scontro decisivo (決戦の火蓋?, Kessen no hibuta) - 26. La battaglia contro la Balena Bianca (白鯨攻略戦?, Hakugei kōryaku-sen) - 27. La minaccia della nebbia (霧の脅威?, Kiri no kyōi) |                        |                   |                        |
| 7  | 23 gennaio 2018 | ISBN 978-4-04-069629-4 | 10 luglio 2019    | ISBN 978-88-3275-923-5 |
| 7  | Capitoli - 28. Una scommessa che sfida la disperazione (絶望に抗う賭け?, Zetsubō ni aragau kake) - 29. La vera natura viene svelata (暴かれる正体?, Abakareru shōtai) - 30. La caduta della magibestia gigante (墜ちる巨獣?, Ochiru kyojū) - 31. Wilhelm van Astrea (ヴィルヘルム・ヴァン・アストレア?, Viruherumu van Asutorea) - 32. Verso i territori dei Mathers (メイザース領への道?, Meizāsu ryō e no michi)                                                                                             |                        |                   |                        |
| 8  | 23 giugno 2018 | ISBN 978-4-04-069913-4 | 23 ottobre 2019   | ISBN 978-88-349-0029-1 |
| 8  | Capitoli - 33. Regolare i conti tra passato e futuro (過去と未来の清算?, Kako to mirai no seisan) - 34. Un lampo di accidia (怠惰一閃?, Taida issen) - 35. Caccia al Culto della Strega (魔女教狩りの顛末?, Majokyō kari no tenmatsu) - 36. Combatti! (戦え――?, Tatakae) - 37. Il cavaliere degli spiriti (精霊騎士?, Seirei kishi) - Short story. La sera prima della battaglia penso a te (君想う決戦前夜?, Kimi omou kessen zen'ya)                                                                         |                        |                   |                        |
| 9  | 21 novembre 2018 | ISBN 978-4-04-065248-1 | 8 gennaio 2020    | ISBN 978-88-349-0152-6 |
| 9  | Capitoli - 38. Perfida accidia (悪辣なる怠惰?, Akuratsu naru taida) - 39. Realizzazione di un patto (契約の履行?, Keiyaku no rikō) - 40. Ritrovarsi, rimandare, capovolgimento (再会 x 先送り x 逆転の目?, Saikai x sakiokuri x gyakuten no me) - 41. Un Vangelo chiamato benevolenza (温もりという福音?, Nukumori toiu fukuin) - 42. Farsa con uomo folle (狂人と狂言回し?, Kyōjin to kyōgenmawashi) |                        |                   |                        |
| 10 | 22 giugno 2019 | ISBN 978-4-04-065709-7 | 27 maggio 2020    | ISBN 978-88-349-0250-9 |
| 10 | Capitoli - 43. Il cavaliere autoproclamato e il migliore dei cavalieri (自称騎士と最優の騎士?, Jishō kishi to saiyū no kishi) - 44. Visuale sincronizzata (同調する視覚?, Dōchō suru shikaku) - 45. La morte di Accidia (怠惰の終焉?, Taida no shūen) - 46. Inseguimento (追跡?, Tsuiseki) - 47. Un vangelo chiamato amore (愛という福音?, Ai to iu fukuin) - 48. Il senso di vivere qui (ここに生きる意味?, Koko ni ikiru imi) - 49. E questa è la storia (ただそれだけの物語?, Tada sore dake no monogatari) |                        |                   |                        |
| 11 | 21 febbraio 2020 | ISBN 978-4-04-064380-9 | 23 settembre 2020 | ISBN 978-88-349-0354-4 |
| 11 | Capitoli - 50. Breve scena sulla drago-carrozza (竜車での一幕?, Ryūsha de no hitomaku) - 51. Frammenti: Rem Natsuki (断章 ナツキ・レム?, Danshō Natsuki Remu) - 52. Buon appetito (イタダキマス?, Itadakimasu) - 53. A ciascuno il proprio giuramento (それぞれ、誓い?, Sorezore, chikai) - Speciale. La sera prima della battaglia penso a te (君想う決戦前夜?, Kimi omou kessen zen'ya) |                        |                   |                        |

### Il santuario e la strega dell'avidità

Copertina del primo volume dell'edizione italiana, raffigurante Subaru ed Emilia

Un adattamento manga di Haruno Atari, intitolato Re:Zero - Starting Life in Another World - Il santuario e la strega dell'avidità (Re:ゼロから始める異世界生活 第四章 聖域と強欲の魔女?, Re: zero kara hajimeru isekai seikatsu - Daiyonshō: seiiki to gōyoku no majo, lett. "Re: vita da capo in un mondo parallelo - Capitolo quattro: Il Santuario e la Strega dell'Avidità"), ha iniziato la serializzazione sempre su Monthly Comic Alive il 27 settembre 2019. Il primo volume tankōbon è stato pubblicato il 21 febbraio 2020, seguito da altri dieci entro il 23 aprile 2025. In Italia la serie è stata annunciata a marzo 2023 da J-Pop e viene pubblicata dal 31 maggio 2023.
| 1  | 21 febbraio 2020 | ISBN 978-4-04-064376-2 | 31 maggio 2023    | ISBN 978-88-349-2062-6 |
| 1  | Capitoli - 1. Il luogo del ritorno (帰り着いた場所で?, Kaeritsuita basho de) - 2. Incontri realizzati, incontri mancati (再会とすれ違い?, Saikai to surechigai) - 3. L'incarnazione della sete di sapere (知識欲の権化?, Chishikiyoku no gonge) - 4. Riunione a lungo attesa (待ちかねた再会?, Machikaneta saikai) |                        |                   |                        |
| 2  | 23 giugno 2020 | ISBN 978-4-04-064743-2 | 5 luglio 2023     | ISBN 978-88-349-2223-1 |
| 2  | Capitoli - 5. Prove e requisiti (資格と試練?, Shikaku to shiren) - 6. Una mattina in casa Natsuki (菜月家の朝?, Natsuki-ke no asa) - 7. Lungo addio (長いお別れ?, Nagai owakare) - 8. Il risultato dell'esame (試験結果?, Shikenkekka) |                        |                   |                        |
| 3  | 23 dicembre 2020 | ISBN 978-4-04-680034-3 | 27 settembre 2023 | ISBN 978-88-349-2224-8 |
| 3  | Capitoli - 9. Dibattito (質疑応答?, Shitsugi ōtō) - 10. Un nuovo loop (新たなループ?, Aratana Rūpu) - 11. Candidato sostituto (試練の代行?, Shiren no daikō) - 12. Mossa anticipata (先んじた一手?, Sakinjita itte) - 13. Motivi e giuramenti (真意と誓約?, Shini to seiyaku) |                        |                   |                        |
| 4  | 23 giugno 2021 | ISBN 978-4-04-680471-6 | 29 novembre 2023  | ISBN 978-88-349-1318-5 |
| 4  | Capitoli - 14. Nuovo folle incontro (狂気の帰還?, Kyōki no kikan) - 15. Un mondo finito (結び目録?, Musubi mokuroku) - 16. Il Vangelo della fanciulla (少女の福音?, Shōjo no fukuin) - 17. I requisiti della barriera (結界の条件?, Kekkai no jōken) - 18. Amico (ユージン?, Yūjin) |                        |                   |                        |
| 5  | 23 dicembre 2021 | ISBN 978-4-04-680948-3 | 31 gennaio 2024   | ISBN 978-88-349-2406-8 |
| 5  | Capitoli - 19 Inizio. Collaboratrice (協力者?, Kyōryoku-sha) - 19 Fine Dubbi (抱えた疑念?, Kakaeta ginen) - 20. Tigre (虎?, Tora) - 21. Tabù (禁忌?, Kinki) - 22. La Strega dell'Ingordigia (暴食の魔女?, Bōshoku no majo) - 23. La creatrice di magibestie (魔獣の創造主?, Majū no sōzōnushi) |                        |                   |                        |
| 6  | 22 giugno 2022 | ISBN 978-4-04-681434-0 | 27 marzo 2024     | ISBN 978-88-349-2502-7 |
| 6  | Capitoli - 24 Inizio. Love-love-love-love-love-love you (らぶらぶらぶらぶらぶらぶゆー?, Rabu Rabu Rabu Rabu Rabu Rabu Yu) - 24 Fine. Love-love-love-love-love-love you (らぶらぶらぶらぶらぶらぶゆー?, Rabu Rabu Rabu Rabu Rabu Rabu Yu) - 25. Lievi mutamenti (些細な変化?, Sasaina henka) - 26. La fanciulla nel cristallo (クリスタルの少女?, Kurisutaru no shōjo) - 27. Apostolo dell'Avidità (強欲の使徒?, Gōyoku no shito) - 28. So com'è fatto l'Inferno (地獄なら知っている?, Jigoku nara shitte iru) - 29. Ti racconto la fine della fine (終わりの終わりのお話?, Owari no owari no ohanashi) |                        |                   |                        |
| 7  | 23 gennaio 2023 | ISBN 978-4-04-682062-4 | 29 maggio 2024    | ISBN 978-88-349-2570-6 |
| 7  | Capitoli - 30 Inizio. Tragedia alla magione di Roswaal (ロズワール邸の惨劇?, Rozuwāru tei no sangeki) - 30 Fine. Il senso della vita (生きる意味?, Ikiruimi) - 31. Passione nella neve (雪の中の熱情?, Yuki no naka no netsujō) - 32. Scenario di neve rossa (赤い雪景色?, Akai yukigeshiki) - 33. Dopo l'inferno (地獄のその先?, Jigoku no sono-saki) - 34. Ending list (えんでぃんぐりすと?, Endingu Risuto) - 35. Dove si trova la debolezza (弱さの在処?, Yowasa no arika) |                        |                   |                        |
| 8  | 22 agosto 2023 | ISBN 978-4-04-682689-3 | 7 agosto 2024     | ISBN 978-88-349-2900-1 |
| 8  | Capitoli - 36. Il piano e la proposta della strega (魔女の企みと提案?, Majo no takurami to teian) - 37. Quella persona (その人?, Sono hito) - 38. ≠ Satella (≠サテラ?, ≠ Satera) - 39. La fine del sogno (夢の終わり?, Yume no owari) - 40. La scelta rimasta (残された選択肢?, Nokosa reta sentakushi) - 41. La mia speranza (私の欲望?, Watashi no yokubō) |                        |                   |                        |
| 9  | 23 marzo 2024 | ISBN 978-4-04-683388-4 | 15 gennaio 2025   | ISBN 978-88-349-3072-4 |
| 9  | Capitoli - 42 Inizio. Intrighi (悪巧み?, Warudakumi) - 42 Fine. Shima (シーマ?, Shīma) - 43. Lasciata indietro (おいてけぼり?, Oitekebori) - 44. La trappola del mercante (行商人の罠?, Gyōshōnin no wana) - 45. Otto Suwen (オットー・スーウェン?, Ottō Sūen) - 46. L'uomo dal tempismo perfetto (タイミングのいいだけの男?, Taimingu no ī dake no otoko) - 47. Un motivo per fidarsi (信じる理由?, Shinjiru riyū) |                        |                   |                        |
| 10 | 22 ottobre 2024 | ISBN 978-4-04-684285-5 | 11 giugno 2025    | ISBN 978-88-349-3334-3 |
| 10 | Capitoli - 48 Inizio. La barriera di Garfiel (ガーフィールの結界?, Gāfīru no kekkai) - 48 Fine. Nessuno può sollevare da solo una pietra Quein (クウェインの石は一人じゃ上がらない?, Kuein no ishi wa hitori ja agaranai) - 49. Dalla nonna, dalla mamma, dalla sorella maggiore... al nipote, al figlio, al fratello minore (祖母と、母と、姉と、孫で、息子で、弟で?, Sobo to, haha to, ane to, mago de, musuko de, otōto de) - 50. Love letter (らぶれたー?, Rabu Reta) - 51. Il giorno in cui Heikeboshi sorrise 1 (平家星の笑った日 1?, Heikeboshi no waratta hi 1) - 52. Il giorno in cui Heikeboshi sorrise 2 (平家星の笑った日 2?, Heikeboshi no waratta hi 2) - 53. La nascita del santuario e l'inizio del tracollo (聖域の始まりと、崩壊の始まり?, Seiiki no hajimari to, hōkai no hajimari) |                        |                   |                        |
| 11 | 23 aprile 2025 | ISBN 978-4-04-684845-1 | ottobre 2025      | ISBN 978-88-349-3699-3 |
| 11 | Capitoli (traduzioni letterali dei titoli) - 54. Il significato della mia vita (私の生きた意味?, Watashi no ikita imi) - 55. Il demone della malinconia (憂鬱の魔人?, Yūutsu no majin) - 56. Addio Betty (さようならベティー?, Sayōnara Betī) - 57. Regulus Corneas (レグルス・コル二アス?, Regurusu Koruniasu) - 58. Sputa sangue per amore (愛のため血を吐く?, Ai no tame chiwohaku) - 59. Ora e nel passato, un amore immutabile (今も、過去も、変わらぬ愛?, Ima mo, kako mo, kawaranu ai) |                        |                   |                        |
| 12 | 23 ottobre 2025 | ISBN 978-4-04-685268-7 | —                 | —                      |

#### Capitoli non ancora in formatotankōbon
Questa lista è suscettibile di variazioni e potrebbe essere incompleta o non aggiornata.

- 60. Il permafrost della Foresta di Elior 1 (エリオール大森林の永久凍土 1?, Eriōru dai shinrin no towa tōdo 1)
- 61. Il permafrost della Foresta di Elior 2 (エリオール大森林の永久凍土 2?, Eriōru dai shinrin no towa tōdo 2)
- 62. Il permafrost della Foresta di Elior 3 (エリオール大森林の永久凍土 3?, Eriōru dai shinrin no towa tōdo 3)

### Mizu no miyako to eiyū no uta
Un adattamento manga di Wakaya Takase, intitolato Re:Zero - Starting Life in Another World - Daigoshō: mizu no miyako to eiyū no uta (Re:ゼロから始める異世界生活 第五章 水の都と英雄の詩?, Re: zero kara hajimeru isekai seikatsu - Daigoshō: mizu no miyako to eiyū no uta), ha iniziato la serializzazione sul sito web ComicWalker il 19 febbraio 2024. Il primo volume tankōbon è stato pubblicato il 28 settembre 2024, seguito da un altro entro il 28 marzo 2025.
| 1 | 28 settembre 2024 | ISBN 978-4-04-811337-3 |
| 1 | Capitoli (traduzioni letterali dei titoli) - 1. Verso la città portuale di Priestella (水門都市プリステラへ?, Suimon toshi Purisutera e) - 2. Il padiglione delle piume d'acqua (水の羽衣亭?, Mizu no hagoromo-tei) - 3. Un uomo misterioso (妙な男?, Myōna otoko) - 4. Corridoio (緣側?, Engawa) - 5. Discordia (確執?, Kakushitsu) - 6. Ira (憤怒?, Fundo) |                        |
| 2 | 28 marzo 2025 | ISBN 978-4-04-811429-5 |
| 2 | Capitoli (traduzioni letterali dei titoli) - 7. Amore (愛?, Ai) - 8. Terrore (恐怖?, Kyōfu) - 9. Carattere forte (強キャラ?, Tsuyokya-ra) - 10. Freddo intenso (惡寒?, Okan) - 11. Natura autentica (本性?, Honshō) - 12. La fine tra ghiaccio e fuoco (prima parte) (氷炎の結末 その 1?, Kōen no ketsumatsu sono 1)                                         |                        |

## Serie secondarie
I seguenti manga trattano di storie secondarie.

### Kenki renka
Un ulteriore adattamento manga ad opera di Tsubata Nozaki, questa volta delle storie secondarie contenute nel secondo volume EX, intitolato Kenki renka: Re: zero kara hajimeru isekai seikatsu†shinmeitan (剣鬼恋歌 Re:ゼロから始める異世界生活†真銘譚? lett. "La canzone d'amore del demone della spada: Re: vita da capo in un mondo parallelo†Storia vera"), è stato serializzato su Monthly Comic Alive dal 27 settembre 2018 al 27 maggio 2021. Il primo volume tankōbon è stato pubblicato il 22 giugno 2019, seguito da altri tre entro il 21 luglio 2021.
| 1 | 22 giugno 2019 | ISBN 978-4-04-065762-2 |
| 1 | Capitoli (traduzioni letterali dei titoli) - Prologo. Il "demone" che discese sul campo di battaglia (戦場に降りた"鬼"?, Senjō ni orita" oni") - 1. Il demone della spada si arruola (剣鬼、入隊?, Kenki, nyūtai) - 2. Compagni completamente cambiati (変わり果てた戦友?, Kawarihateta senyū) - 3. Il mago e la strega (魔術師と魔女?, Majutsu-shi to majo) - 4. La sala conferenze principale (大会議場?, Daikai gijō) - 5. Un nuovo paesaggio (新たな風景?, Aratana fūkei) - 6. Fiore giallo (黄色い花?, Kiiroi hana)                                                                    |                        |
| 2 | 21 febbraio 2020 | ISBN 978-4-04-064364-9 |
| 2 | Capitoli (traduzioni letterali dei titoli) - 7. La battaglia si intensifica (深まる戦況?, Fukamaru senkyō) - 8. Per chi (誰がために?, Tagatameni) - 9. Confronto (対峙?, Taiji) - 10. Cuore (心?, Kokoro) - 11. Io e me stesso (俺と私?, Ore to watashi) - 12. Nome (名前?, Namae) - 13. Un amico ferito (傷ついた友?, Kizutsuita tomo) |                        |
| 3 | 23 settembre 2020 | ISBN 978-4-04-064834-7 |
| 3 | Capitoli (traduzioni letterali dei titoli) - 14. Difesa della capitale reale (王都防衛?, Outo bouei) - 15. Alla presenza di un dio (神の前に?, Kami no mae ni) - 16. Battaglia per il castello reale, parte 1 (王城攻防戦(1)?, Ōjō kōbōsen (1)) - 17. Battaglia per il castello reale, parte 2 (王城攻防戦(2)?, Ōjō kōbō-sen (2)) - 18. Battaglia per il castello reale, parte 3 (王城攻防戦(3)?, Ōjō kōbō-sen (3)) - 19.1. Battaglia per il castello reale, parte 4 (王城攻防戦(4)?, Ōjō kōbō-sen (4)) - 19.2. Battaglia per il castello reale, parte 4 (王城攻防戦(4)?, Ōjō kōbō-sen (4)) |                        |
| 4 | 21 luglio 2021 | ISBN 978-4-04-680467-9 |
| 4 | Capitoli (traduzioni letterali dei titoli) - 20. Cambiare la vita quotidiana (変わりゆく日常?, Kawariyuku nichijō) - 21. Città natale (故郷?, Furusato) - 22. Futuro (未来?, Mirai) - 23. Una persona (一人?, Hitori) - 24. Santo della Spada (剣聖?, Kensei) - 25. Incontro (出逢い?, Deai) - 26. Cerimonia di premiazione (授与式?, Juyoshiki) - last. Canzone d'amore del demone della spada (剣鬼恋歌?, Ken oni renka) |                        |

### The Frozen Bond

Copertina del primo volume dell'edizione italiana, raffigurante Emilia e Puck

Un manga di Minori Tsukahara, intitolato Re:Zero - Starting Life in Another World - The Frozen Bond (Re:ゼロから始める前日譚 氷結の絆?, Re:zero kara hajimeru zenjitsu-tan: Hyōketsu no kizuna, lett. "Re: vita da capo in un mondo parallelo: Legami di ghiaccio") e adattamento del romanzo omonimo, è stato serializzato sull'applicazione Manga Up! dal 26 aprile 2020 al 27 giugno 2021 Il primo volume tankōbon è stato pubblicato il 25 settembre 2020, seguito da altri due entro il 6 agosto 2021. In Italia la serie è stata pubblicata da J-Pop il 2 agosto 2023.
| 1 | 25 settembre 2020 | ISBN 978-4-7575-6854-9 | 2 agosto 2023 | ISBN 978-88-349-2219-4 |
| 1 | Capitoli - 1. La vita all'inizio (はじまりの日常?, Hajimari no nichijō) - 2. Presagio della calamità (禍難の兆し?, Kanan no kizashi) - 3. La Strega dell'Invidia (嫉妬の魔女?, Shitto no majo) - 4. Ricordo indelebile (消せない記憶?, Kesenai kioku) |                        |               |                        |
| 2 | 5 febbraio 2021 | ISBN 978-4-7575-7077-1 | 2 agosto 2023 | ISBN 978-88-349-2220-0 |
| 2 | Capitoli - 5. Desideri (願い?, Negai) - 6. Separazioni e punizioni (決別と制裁?, Ketsubetsu to seisai) - 7. Ripagare i propri debiti (落とし前?, Otoshimae) - 8. Il messaggero della mediazione (調停の使者?, Chōtei no shisha) - 9. Apertura delle ostilità e supposizioni (開戦と思惑?, Kaisen to omowaku)                                                                  |                        |               |                        |
| 3 | 6 agosto 2021 | ISBN 978-4-7575-7405-2 | 2 agosto 2023 | ISBN 978-88-349-2221-7 |
| 3 | Capitoli - 10. Malvagità senza fine (底なしの悪意?, Sokonashi no akui) - 11. Il luogo in cui si trova il crimine (罪の在処?, Tsumi no arika) - 12. Destino (運命?, Unmei) - 13. Fiamme di un'epoca passata (在りし日の灯火?, Arishi ni~tsu no tomoshibi) - 14. Legami solidi (確かな絆?, Tashikana kizuna) - 15. Il significato della felicità (幸せの意味?, Shiawase no imi) |                        |               |                        |

## Spin-off
I seguenti manga sono degli spin-off.

### Antologia
Un'antologia di manga, intitolata Re: zero kara hajimeru isekai seikatsu - Kōshiki anthology comic (Re：ゼロから始める異世界生活 公式アンソロジーコミック?, Re: zero kara hajimeru isekai seikatsu - kōshiki ansorojī komikku, lett. "Re: vita da capo in un mondo parallelo - Antologia di manga ufficiale"), è stata pubblicata da Media Factory il 23 giugno 2016.
| 1 | 23 giugno 2016 | ISBN 978-4-04-068506-9 |
| 1 | Capitoli (traduzioni letterali dei titoli) - 1. Cosa c'è di sbagliato nel voler vedere le mutandine di Emilia-tan? (エミリアたんのパンツを見たて なにカ 悪い！?, Emiria-tan no pantsu o mitate nani ka warui!) (collaborazione con Seihinata) - 2. La prima stella della sera che ho trovato (見つけた一番星?, Mitsuketa ichiban hoshi) (collaborazione con Hako Hitsuji) - 3. Elsa-san innamorata (エルザさん、デレる?, Eruza-san, dereru) (collaborazione con Ryo Hasemi) - 4. Preferisco finire una pentola calda con riso. (鍋のシメはごはん派です。?, Nabe no shime wa gohan-hadesu.) (collaborazione con Hitomi Nokurama) - 5. La corsa delle insegne, battaglia Chiki Chiki (微意争春チキチキバトル?, Bii so haru Chiki Chiki Batoru) (collaborazione con Ayamune Araki) - 6. Sembra che l'abilità di cucito di Subaru abbia raggiunto il massimo. (スバルの裁紀スキルがカンストしたようです。?, Subaru no-sai ki Sukiru ga kansuto shita yōdesu.) (collaborazione con Airi Mori) - 7. La vita è piena di pene in un altro mondo (ペナルティだらけの 暴世界生活?, Penaruti-darake no bo sekai seikatsu) (collaborazione con Yūichi Hayashi) - 8. Solitudine Beatrice (ソリチュード・ベアトリス?, Sorichūdo Beatorisu) (collaborazione con Yuki Amemiya) - 9. Un'uniforme da un altro mondo nella villa di Roswaal (ロズソール邸での 暴世界制服?, Rozusōru-tei de no bo sekai seifuku) (collaborazione con Satoshi Shiguchi) - 10. Facciamo un pacchetto di shampoo (パックをシャンプーしよう?, Pakku o shanpū shiyō) (collaborazione con Hikaru Shōchi) - 11. Contromisura di ritorno in caso di morte (死に戻り対策法?, Shi ni modori taisaku-hō) (collaborazione con Saotome) - 12. Forse questo tipo di vita da villa (あるいはこんなお屋敷生活?, Aruiwa kon'na o yashiki seikatsu) (collaborazione con Suzume Somemiya) |                        |
| 2 | 23 settembre 2017 | ISBN 978-4-04-069438-2 |
| 2 | Capitoli (traduzioni letterali dei titoli) - 13. Posso farlo da solo (ひとりでできるもん?, Hitori de dekiru mono) (collaborazione con Tsukumo Ushirosokyū) - 14. Amica in biblioteca (書庫の友達?, Shoko no tomodachi) (collaborazione con Mugiko) - 15. Subaru sognatore. (夢追い人、スバル。?, Yume oibito, Subaru.) (collaborazione con Mitsubachi Rose) - 16. Lo sguardo del demone della spada (剣鬼の視線?, Kenki no shisen) (collaborazione con Ekakibito) - 17. Vittoria! (ビクトリー!?, Bikutorī!) (collaborazione Ibuki Nose) - 18. La causa delle lacrime (渓の理由?, Kei no riyū) (collaborazione con Itohana) - 19. Storia della rimozione del mana (マナ徴収の話?, Mana chōshū no hanashi) / Il vestito di Felt (フェルトのドレス?, Feruto no Doresu) / Le preoccupazioni di Felix (フェリスの悩み?, Ferisu no nayami) / Massaggio in stile Felix (フェリス式マッサージ?, Ferisu-shiki Massāji) (collaborazione con Saotome) - 20. Porta (肩?, Kata) (collaborazione con 13 (Ichimi)) - 21. Trucco (メイクニアップ?, Meikuni Appu) (collaborazione con Amane Gentera) - 22. Le situazioni di Subaru-kun (スバルくんの事情?, Subaru-kun no jijō) (collaborazione con Daishi) - 23. Il piacere di un oni è stravagante (鬼の好感度は気まぐれ?, Oni no kōkan-do wa kimagure) (collaborazione con Soine) |                        |
| 3 | 23 marzo 2018 | ISBN 978-4-04-069751-2 |
| 3 | Capitoli (traduzioni letterali dei titoli) - 24. Cibo per bestie demoniache da capo (ゼロから色める農骸飲?, Zero kara iro-meru nō mukuro in) (collaborazione con Yuzunoki) - 25. Il grande piano della confessione e gli allegri compagni (営自大作戦と愉快な仲間たち?, Eiji daisakusen to yukai nanakama tachi) (collaborazione con Ru) - 26. Vita da villa divertente (楽しい屋教らいム?, Tanoshī ya kyō rai mu) (collaborazione con Airanto) - 27. Dipendenza (あゝ甘え?, Ā amae) (collaborazione Hajime Kame) - 28. Rem fa del suo meglio (レム、乾浪る?, Remu, inui namiru) (collaborazione con Subuyu) - 29. Le persone della casa Karsten (だいたいそんなそうまう?, Daitai son'na sō mau) (collaborazione con Kamaboko RED) - 30. Prima di iniziare da capo (ゼりから貯あめるその前に?, Zero kara tameru sono ma e ni) (collaborazione con Kotsuko Mori) - 31. L'ora del tè per due (二人のテ一ダイム?, Futari no te ichi daimu) (collaborazione con Beoca) - 32. Il segnalibro della biblioteca proibita (茜書厚のしなり?, Akane-sho atsu no shinari) (collaborazione con Makiriki) - 33. Protezione divina della trisezione (三分の幼民?, Sanbu no yō-min) / Sforzo (替力?, Kawa-ryoku) / Anastasia e Julius (アナスタシアとジュリアス?, Anasutashia to Juriasu) (collaborazione con Saotome) |                        |